# Tokijski gul
Tokijski gul (Tokyo Ghoul) je manga koju je napisao i ilustrovao Sui Išida. Serijalizovala se od 2011. do 2014. godine u Šueišinoj manga reviji Young Jump, sa poglavljima sakupljenim u 14 tankobona. Prednastavak mange, , objavljivao se 2013. godine u digitalnom časopisu Jump Live. Nastavak mange, Tokyo Ghoul:re, serijalizovao se od 2014. do 2018. godine, takođe u Young Jump-u, sa poglavljima sakupljenim u 16 tomova. 
Serijal je proizveo anime adaptaciju u produkciji studija . Prva sezona emitovala se 2014., druga (Tokyo Ghoul √A) 2015., i treća (Tokyo Ghoul:re) 2018. godine. Manga je takođe adaptirana u dva igrana filma, 2017. i 2019. godine; kao i mnoge lajt romane i video igrice. 
Od 2024. godine, mangu na srpski prevodi izdavačka kuća Čarobna knjiga.

## Radnja
Priča prati Kanekija Kena koji, nakon što je jedva preživeo smrtonosni susret sa Rize Kamiširo, ženom koja se predstavlja kao gul, čovekoliko stvorenje koje lovi i proždire ljudsko meso, biva odveden u bolnicu u kritičnom stanju. Jedini način da preživi bio je da se podvrgne operaciji kojom će postati polu gul, tako što je dobio neke Rizine organe, dok je ona poginula pokušavajući da ga ubije. Nakon oporavka počeo je da oseća neviđenu glad, ali od normalne hrane bi mu pozlilo. Pošto nije imao kome da se obrati, pod svoje ga uzima gul koji vodi kafeteriju „Anteiku,” koji ga uči kako da se nosi sa svojim novim životom.

## Likovi
Ken Kaneki (金木 研 )
Glas daje: Nacuki Hanae
Ken Kaneki je protagonista priče, student od 19 godina koji pošto transplantacijom dobija organe od Rize, koja je pokušavala da ga ubije pre nego što se na nju obrušio kran i naizgled je ubio, prestaje biti čovek. Nakon operacije on dobija tendencije i karakteristike samih zloduha i počinje da gubi razum. Na svaki mogući način pokušava da obuzda svoje nove nagone i vodi svoj dotadašnji, normalan život. Voli da čita, povučen je, i veoma proračunat u svemu što radi. Povodljiv, i veruje svima što ga često dovodi u životnu opasnost.
Rize Kamiširo (神代 利世 )
Glas daje: Kana Hanazava
Rize je devojka sa naočarima koja zavodi Kanekija sa namerom da ga pojede. Nakon što je poginula pokušavajući da ga ubije, delovi njenog tela su putem operacije prebačeni u Kanekija čime on postaje polu čovek, polu zloduh. Pre nego što je nastradala, Rize je bila veoma moćan, neustrašiv i pre svega nemilosrdan zloduh te je često dolazila u konflikt sa ostalim zloduhovima koji su pokušavali da love na njenoj teritoriji.
Touka Kirišima (霧嶋 董香 )
Glas daje: Sora Amamija
Touka je sedamnaestogodišnji zloduh, koja povremeno radi kao konobarica u kafeteriji „Anteiku” i pohađa srednju školu. Dobro se uklapa u ljudsko društvo i veruje da je za svakog zloduha najbitnija stvar da čuva svoj identitet. Osvetoljubiva je, naglo reaguje i veoma je nepromišljena, što je dosta povezano sa tim da godinama krije svoj identitet u strahu da će se njoj ili nekom bližnjem desiti isto što i njenim roditeljima koje su lovci na zloduhove (golubovi) ubili kada je imala 4 godine. Ona počinje da uči Kanekija kako da živi sa tim da je zloduh i kako da preživi glad bez pribegavanja ubijanju ljudi.

## Franšiza

### Manga
Mangu Tokisjki gul napisao je i ilustrovao Sui Išida. Serijalizovala se od 8. septembra 2011. do 18. septembra 2014. godine u Šueišinoj manga reviji Young Jump. Poglavlja su sakupljena u 14 tankobona; prvi je izašao 17. februara 2012., a poslednji 17. oktobra 2014. godine.
Naslov je 2013. godine dobio prednastavak u vidu spinofa, pod imenom . Objavljivao se od avgusta do septembra 2013. u digitalnom časopisu Jump Live, sa poglavljima sakupljenim u jedan tom 18. oktobra iste godine.
Nastavak pod nazivom Tokyo Ghoul:re, objavljivao se od 16. oktobra 2014., do 5. jula 2018., sa ukupno 16 tomova.
U Srbiji, izdavačka kuća Čarobna knjiga je 4. marta 2024. godine potvrdila da je otkupila licencu za celokupan serijal.

### Lajt romani
Serijal je proizveo četiri lajt romana, koje je napisao Šin Tovada, a ilustrovao originalni mangaka. Prvi roman, , izašao je 19. juna 2013. godine, i prati svakodnevni život likova iz serije. Drugi roman, , izašao je 19. juna 2014. godine i dopunjuje priču između 8. i 9. toma originalne mange. Treći roman, , izašao je 19. decembra 2014. godine, i vrsta je prednastavka. Četvrti roman, , izašao je 19. decembra 2016. godine, i prati određene likove iz Tokyo Ghoul:re nastavka.

### Anime
Manga je adaptirana u anime, u produkciji studija . Prva sezona, sačinjena od 12 epizoda, emitovala se od 4. jula do 19. septembra 2014. godine na japanskim kanalima Tokyo MX, TV Aichi, TVQ, TVO, AT-X, i Dlife. Druga sezona, takođe sačinjena od 12 epizoda, emitovala se kao Tokyo Ghoul √A od 9. januara do 27. marta 2015. godine na istim kanalima.
Spinof mange, , takođe je dobio anime adaptaciju, u vidu originalne video animacije, 30. septembra 2015. godine. Jedan od lajt romana, Tokyo Ghoul: Days, dobio je isti tretman; adaptacija je emitovana 25. decembra 2015. godine kao .
Nastavak mange, Tokyo Ghoul:re, adaptiran je u istoimeni anime, takođe u produkciji studija Pierrot. Serijal, sačinjen od 24 epizode, emitovao se u dva dela. Prvih 12 epizoda emitovalo se od 3. aprila do 19. juna, dok se druga polovina emitovala od 9. oktobra do 25. decembra 2018. godine.

### Video igrice
Kompanija Bandai je 2015. godine proizvela igricu  za Android i IOS sisteme. Iste godine objavljena je igrica Tokyo Ghoul: Jail za PlayStation Vita konzolu. Naredne godine objavljena je još jedna mobilna igrica, Tokyo Ghoul: Dark War, pa Tokyo Ghoul: re Invoke 2017. godine. Bandai je 2019. godine objavio još jednu igricu ovog naslova, Tokyo Ghoul: re Call to Exist, za PlayStation 4 konzolu.

### Igrani filmovi
Serijal je adaptiran u dva igrana filma. Prvi je izašao 29. jula 2017. godine; dok je nastavak emitovan 19. jula 2019. godine kao .

## Prijem
Manga je 2014. godine nominovana za Kodanšinu nagradu za mange. Našla se u kategoriji za najbolju mangu na Komik-konu 2016. godine. Američka asocijacija književnosti za mlade je 2017. godine stavila mangu na spiskove za „odlični grafički romani za tinejdžere“ i „popularne knjige mekog poveza za mlade“. Naredne godine nominovana je za nagradu Harvi. Godine 2021., bila je 41 na spisku top 100 mangi, koju sprovodi stanica TV Asahi.
Originalni serijal je 2013. godine bio 27. najprodavanija manga u Japanu, sa prodatih 1.6 miliona primeraka. Taj broj je skočio na 12 miliona 2015. godine. Nastavak mange, Tokyo Ghoul:re, je u prvoj godini izdanja prodao preko 3.7 miliona primeraka. Oba serijala, zaključno sa januarom 2021. godine, prodata su u preko 47 miliona primeraka.
Ministarstvo Kulture Kine je 12. juna 2015. godine zabranilo prodaju mange Tokyo Ghoul √A u Kini. Godine 2021., skinuta je sa dva ruska sajta, zajedno sa mangama Beležnica smrti i Inujašiki. Distribucija mange i animea je potpuno ukinuta u Rusiji nakon invazije na Ukrajinu marta 2022. godine.